# James Jakes
James Jakes, né le 4 août 1987 à Leeds, est un pilote automobile anglais.

## Carrière
- 2002 : UK T-Cars Championship

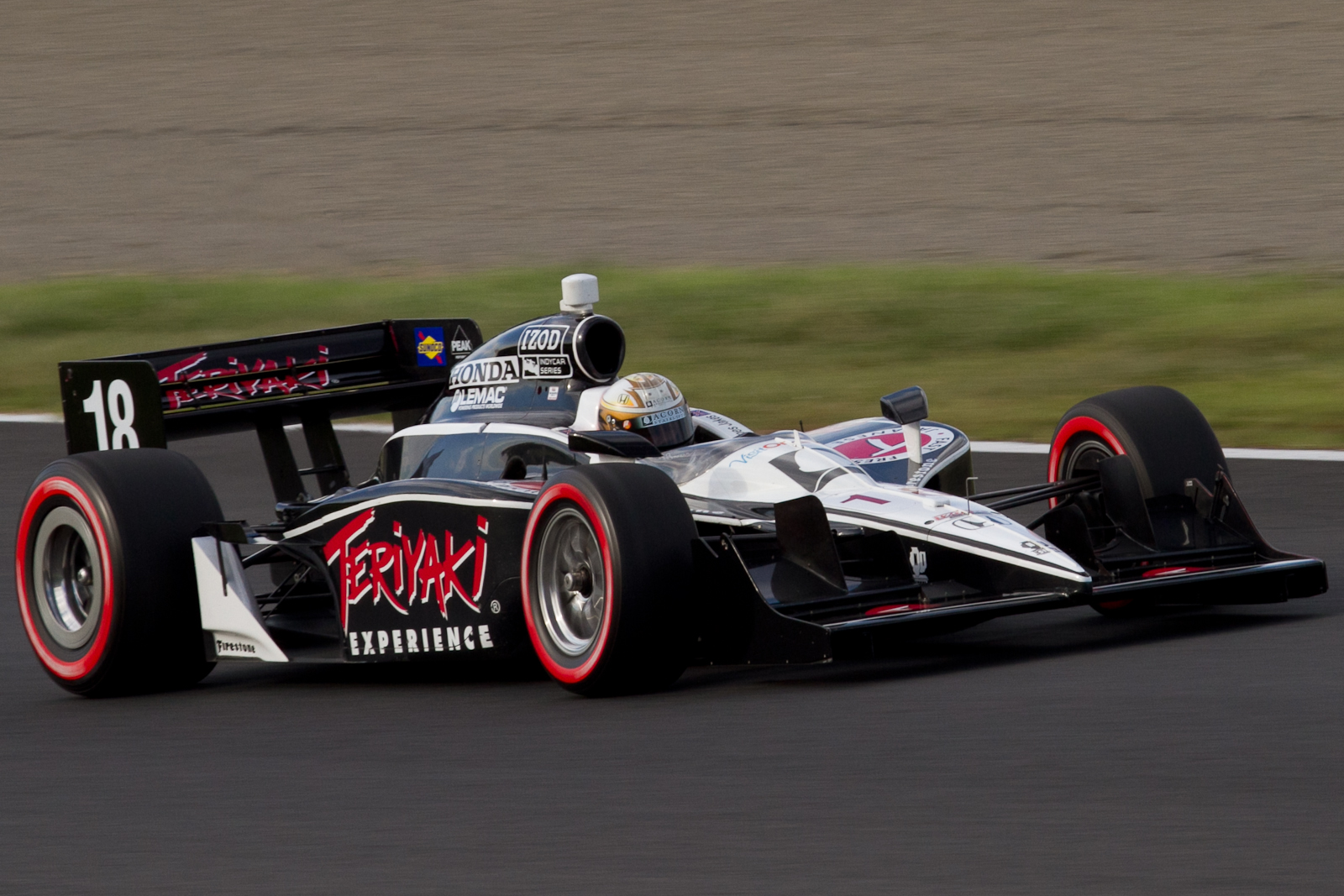
James Jakes à l'Indy Japan 300 en 2011

- 2003 : UK T-Cars Championship - Formule Palmer Audi (Autumn Trophy), 10e
- 2004 : Championnat de Grande-Bretagne de Formule Renault, 12e
- 2005 : Championnat de Grande-Bretagne de Formule Renault, 3e
- 2006 : Championnat de Grande-Bretagne de Formule 3, 8e
- 2007 : Formule 3 Euro Series, 5e (1 victoire)
- 2008 : Formule 3 Euro Series, 13e (1 victoire)
  - GP2 Asia Series, 16e
- 2009 : GP2 Asia Series, 6e
- 2010 : GP3 Series, 7e
- 2011 : IndyCar  Series, 25e

## Résultats aux500 milesd'Indianapolis
| Année | Châssis | Moteur | Départ | Arrivée | Équipe                         |
| ----- | ------- | ------ | ------ | ------- | ------------------------------ |
| 2011  | Dallara | Honda  | DNQ    | DNQ     | Dale Coyne Racing              |
| 2012  | Dallara | Honda  | 17     | 15      | Dale Coyne Racing              |
| 2013  | Dallara | Honda  | 20     | 20      | Rahal Letterman Lanigan Racing |
| 2015  | Dallara | Honda  | 20     | 18      | Schmidt Peterson Motorsports   |